# ぼくを葬る
『ぼくを葬る』（ぼくをおくる、原題: Le Temps qui reste, 英題: Time to Leave）は、2005年のフランスのドラマ映画。フランソワ・オゾン監督・脚本。題名の「葬る」は「ほうむる」ではなく、「おくる」と読ませている。

## ストーリー
パリに暮らす31歳のロマンは、売れっ子の写真家だったが、ある日、癌で余命3か月と診断されてしまう。ロマンは自らの運命を受け入れ、死と向き合っていく。

## 登場人物
- ロマン・ブロシャン - メルヴィル・プポー（幼少期：ウゴ・スーザン・トラベルシ）： ゲイのカメラマン。
- ラウラ - ジャンヌ・モロー： ロマンの父方の祖母。夫を亡くした後、息子を捨てて奔放に生きた。
- ジャニィ・シャロン - ヴァレリア・ブルーニ・テデスキ： ロマンが出会ったウエイトレスの女性。
- ロマンの父 - ダニエル・デュヴァル
- ロマンの母 - マリー・リヴィエール（フランス語版）
- サシャ - クリスチャン・センゲワルド（フランス語版）： ロマンの同棲中の恋人。
- ソフィ - ルイーズ＝アン・ヒッポー： ロマンの姉。
- 医師 - アンリ・ド・ロルム
- ブルーノ・シャロン - ウォルター・パガノ： ジャニィの夫。
- エージェント - ヴィオレッタ・サンチェス